# حقوق بین‌الملل
حقوق بین‌الملل مجموعه قواعدی است که به‌طور کلی در رابطه بین دولت‌ها و بین ملت‌ها مورد پذیرش قرار می‌گیرند. این یک چارچوب برای انجام روابط بین‌المللی با ثبات و سازمان یافته‌است. حقوق بین‌الملل از نظام‌های قانونی دولتی متفاوت است، زیرا در درجه اول برای کشورها و نه برای شهروندان خصوصی قابل اجرا است. قوانین ملی ممکن است در زمانی که معاهدات صلاحیت ملی را به دادگاه‌های بین‌المللی مانند دادگاه اروپایی حقوق بشر یا دادگاه بین‌المللی واگذار نماید، قانون تبدیل به قانون بین‌المللی می‌شود. پیمان‌هایی مانند کنوانسیون ژنو ممکن است به قوانین ملی احترام بگذارند تا به بخش‌های مربوط برسند.
بسیاری از قوانین بین‌المللی حکومت مبتنی بر رضایت است. این بدان معنی است که یک عضو دولتی موظف به رعایت این نوع قوانین بین‌المللی نیست، مگر اینکه به صراحت با یک دوره خاص موافقت کند. این مسئله حاکمیت دولتی است. با این وجود، جنبه‌های دیگر حقوق بین‌الملل بر اساس رضایت نیستند، اما همچنان در مورد بازیگران دولتی و غیردولتی مانند قوانین بین‌المللی عرفی و هنجارهای قانونی (قواعد آمره) واجب است.

## اصطلاح‌شناسی
اصطلاح مدرن «حقوق بین‌الملل» در اصل توسط جرمی بنتام در کتاب مقدمه‌ای بر اصول اخلاق و قانون‌گذاری» (۱۷۸۹) ابداع شد تا جایگزین اصطلاح قدیمی «حقوق ملل» شود. این اصطلاح قدیمی، ترجمه‌ای مستقیم از مفاهیم متأخر قرون‌وسطایی jus gentium (که توسط هوگو گروتیوس استفاده شد) و droits des gens (که توسط امره دو واتل به کار رفت) بود. تعریف حقوق بین‌الملل همواره محل بحث بوده است. بنتام این اصطلاح را به طور خاص برای توصیف روابط بین دولت‌ها به کار برد، اما این تعریف به دلیل محدود بودن دامنه‌اش مورد انتقاد قرار گرفته است. لاسا اوپنهایم در رساله خود آن را به عنوان «حقوقی میان دولت‌های مستقل و برابر که بر اساس رضایت مشترک آن‌ها شکل گرفته است» تعریف کرد. این تعریف تا حد زیادی مورد پذیرش حقوقدانان بین‌المللی قرار گرفته است.

## رژیم‌های حقوق بین‌الملل
حقوق بین‌الملل رژیم‌های مختلفی دارد که اهم آن‌ها از قرار ذیل است:
- حقوق بین‌الملل بشر
- حقوق بین‌الملل اقتصادی
- حقوق بین‌الملل دریاها
- حقوق کیفری بین‌المللی
- حقوق بین الملل محیط زیست
- حقوق بین‌الملل بشردوستانه
- حقوق هوایی
- حقوق فضا
- حقوق بین‌الملل آب
- حقوق توسل به زور
- حقوق سرمایه‌گذاری بین‌المللی
- حقوق بین‌الملل ورزش
- حقوق مالکیت معنوی

### کتابشناسی
- مقدمه تحلیلی بر مبانی حقوق بین‌الملل، تقریرات درسی امین‌الله زارع‌فر

- Brownlie, Ian; Crawford, James (2012). Brownlie's Principles of Public International Law (به انگلیسی). Oxford University Press. ISBN 978-0-19-965417-8.
- Janis, Mark W. (1996). "The New Oppenheim and Its Theory of International Law". Oxford Journal of Legal Studies. 16 (2): 329–336. doi:10.1093/ojls/16.2.329. ISSN 0143-6503. JSTOR 764747.
- Ōnuma, Yasuaki (2000). "When Was the Law of International Society Born – An Inquiry of the History of International Law from an Intercivilizational Perspective" (PDF). Journal of the History of International Law. 2: 1–66. doi:10.1023/A:1010045223652.